# Новкович, Раде
Ра́де Но́вкович (серб. Раде Новковић / Rade Novković; 25 июня 1980, Приеполе, СФРЮ) — сербский футболист, защитник.

## Карьера

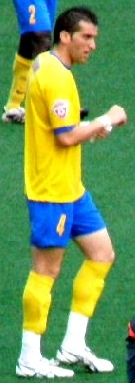
Новкович в составе «Луча-Энергии»

Выступал за команды «Полимле», «Единство» (Уб), «Рад» (Белград). С 2007 года играл за владивостокский клуб «Луч-Энергия», провёл 51 матч и забил 2 мяча в чемпионатах и первенстве, сыграл 3 матча за дублирующий состав и 1 матч в Кубке России, после чего, 1 сентября 2009 года, был отзаявлен.